# Geloftedag
Geloftedag (español: día de la promesa; día del juramento) o Dingaansdag (español: día de Dingaan) es una fiesta pública religiosa celebrada el 16 de diciembre por los afrikáners en Sudáfrica. En ese día se conmemora la victoria de 470 voortrekkers contra un ejército de 15.000 guerreros zulúes en la batalla del Río Sangriento de 1838.
El nombre Geloftedag se refiere a la promesa o el pacto (afrikáans: Die Gelofte) hecho a Dios por los voortrekkers antes de la batalla. Los voortrekkers prometieron que si Dios les ayudaba a ganar, ellos y sus descendientes honrarían ese día como un día santo. En cambio, el nombre de Dingaansdag se refiere a Dingane, el rey zulú del ejército derrotado.
Dingaansdag fue declarado en 1910 como feriado público nacional por el parlamento de la Unión Sudafricana. En 1952, el Partido Nacional cambió el nombre de Dingaansdag por el de Geloftedag y lo decretó como feriado público religioso.
Aunque oficialmente el nombre de Geloftedag fue reemplazado en 1995 por el de Versoeningsdag (día de la reconciliación); los afrikáneres siguen manteniendo la esencia tradicional del Geloftedag como día festivo afrikáner. Los habitantes del pueblo afrikáner de Orania llevan ropa típica en la celebración del Geloftedag.